# Corrente norvegese

La corrente nord-atlantica (in rosso) e la corrente norvegese (in arancio)

La corrente norvegese è una corrente marina nord atlantica che fluisce in direzione nordest verso il Mare di Barents, lungo la costa atlantica della Norvegia a profondità comprese tra 50 e 100 metri. 
Si differenzia dalla Corrente nord-atlantica in quanto è più fredda e meno salina, perché la maggior parte delle sue acque provengono dalle acque salmastre del Mar Baltico oltre che dai fiordi e fiumi della Norvegia.
La corrente scorre ad una profondità compresa tra i 50 e i 100 metri nel mare Glaciale Artico. La temperatura delle acque è inferiore a quella della corrente nord atlantica e la salinità è inferiore.
La temperatura invernale delle acque si aggira tra i 2 ed i 5 °C, mentre la temperatura delle acque dell'Oceano Atlantico superano i 6 °C.
La corrente norvegese è causata sia dai venti che soffiano dalla costa norvegese, che dalla distribuzione della salinità che provoca un gradiente di pressione.